# Providence (Arkansas)
Pour les articles homonymes, voir Providence.
Providence est une communauté non incorporée du comté de White, en Arkansas, aux États-Unis.

## Culture locale et patrimoine

### Lieux et monuments
Le J.C. Rhew Co. Packing Shed, qui est inscrit au Registre national des lieux historiques, se trouve près de Providence.